# Gmina Preševo
Gmina Preševo (serb. Opština Preševo / Општина Прешево) – jednostka administracyjna najniższego szczebla w Serbii, w okręgu pczyńskim. W 2011 roku zamieszkiwana w większości przez społeczność albańską, która zbojkotowała udział w powszechnym spisie ludności. W 2014 roku mieszkały tu 29 744 osoby.
W 2007 roku mieszkało tu 38 849 osób. Powierzchnia gminy wyniosła 264 km², z czego 60,5% wykorzystywano do celów przemysłowych.

## Demografia

### Narodowości
| Spis narodowości w 2002: - Albańczycy – 88,55% (31098), - Serbowie – 8,49% (2984), - pozostali – 2,95% (1036). | Spis narodowości w 2011 został zbojkotowany przez niemal całą społeczność albańską: - Serbowie – 74,48%, (2294), - Albańczycy – 13,50% (416), - Romowie – 8,79% (271), - pozostali – 3,21% (99). |

## Miejscowości
W gminie  istnieje jeden ośrodek miejski (Preševo) i 33 wsie. Są to:

- Aliđerce
- Berčevac
- Bujić
- Bukarevac
- Bukovac
- Buštranje
- Cakanovac
- Cerevajka
- Crnotince
- Čukarka
- Depce
- Donja Šušaja
- Gare
- Golemi Dol
- Gornja Šušaja
- Gospođince
- Ilince
- Kurbalija
- Ljanik
- Mađare
- Miratovac
- Norča
- Oraovica
- Pečeno
- Rajince
- Ranatovce
- Reljan
- Sefer
- Slavujevac
- Stanevce
- Strezovce
- Svinjište
- Trnava
- Žujince